# Либоц
Либоц (чеш. Liboc) — городская часть Праги, которая расположена в районе Прага 6.
Ещё во времена до гуситских войн район принадлежал Бржевновскому монастырю. Деревня, которая здесь была первоначально, находилась неподалёку от романской церкви Святого Фабиана и Шебастиана. В 1842 году она была перестроена в классицистном стиле. К поселению примыкал лес Малейов, часть которого купил Фердинанд I в 1534 году. Он повелел обнести территорию крепостной стеной, так появился охотничий заповедник. Сын Фердинанда I и Анны Ягеллонки повелел поставить на этом месте Летний дворец Звезда, который дал своё название и заповеднику.
В 1620 году здесь прошла решающая битва восстания чешских сословий, по результатам которой чешский народ потерял самостоятельность на следующие 300 лет.
В XIX веке на землях Бржевновского монастыря возникла новая деревня, которая получила название чеш. Horní Liboc (Верхний Либоц), тогда старое поселение стали называть чеш. Dolní Liboc (Нижний Либоц). Когда район был присоединён к «Большой Праге», в нём жило 1836 человек.
В начале XX века застройка начала выходить за пределы железнодорожной линии по улицам Либоцкой и Шпотцовой. В 1922 году община Либоц была присоединена к Большой Праге и потеряла самоуправление. Сначала она принадлежала Прага XVIII (вместе с Бржевновым и Стршешовицами), а в 1949 году была разделена между тогдашней Прагой 5 (Бржевнов) и Прагой 6 (Дейвице). С 1960 года вся территория принадлежит району Прага 6. Во всех этих административных единицах Либоц составлял незначительную часть.
Между 1920-ми и 1950-ми годами территория между железнодорожной веткой и нынешней Европской улицей была застроена. С 1970-х по 2020-е происходил постепенный снос некоторых усадеб в этой области, а также на северных участках возле Либоцкой улицы. На их месте были построены панельные дома, доходящие до границы заповедника «Гвезда». В 1980-х был построен микрорайон На Дедине, меньшая часть которого расположена на кадастровой территории Либоца. В первой четверти XXI века новое строительство часто производилось на месте старых зданий (особенно на северо-западной стороне Либоцкой улицы) и на ранее пустующих площадях.